# 大江村 (愛知県)
大江村（おおえむら）は、愛知県中島郡にかつてあった村。

## 概要
現在の稲沢市の中央部（大塚町・平野町・小寺町・池部町・横地・重本・梅須賀町など）に該当する。
村名は大江川（大江用水）に由来する。

## 歴史
- 1902年（明治35年）4月25日 - 五郷村、大塚村、梅代村の一部（梅須賀）が合併し発足。
- 1906年（明治39年）5月10日 - 分割合併により消滅。
  - 梅須賀は、実田村、吉田村、豊田村、三宅村、井長谷村の一部と合併し、千代田村となる。
  - 残部は、稲沢町, 一治村, 国府宮村, 山形村, 下津村, および中島村・稲保村の各一部と合併し、改めて稲沢町となる。
- 1955年（昭和30年）4月15日 - 稲沢町, 千代田村が明治村, 大里村と合併して稲沢町となる。
- 1958年（昭和33年）11月1日 - 稲沢町が市制施行して稲沢市となる。